# Verekedni akarsz velem suli után?
A Verekedni akarsz velem suli után? (eredetileg angolul Breast Cancer Show Ever) a South Park című amerikai rajzfilmsorozat 176. része (a 12. évad 9. epizódja). Elsőként 2008. október 15-én sugározták az Egyesült Államokban. Magyarországon 2009. május 8-án mutatta be a Comedy Central.
A történet szerint Eric Cartman folyamatosan a mellrákkal gúnyolódik, mellyel egyre inkább feldühíti Wendyt...

## Cselekmény
|  | Alább a cselekmény részletei következnek! |

Wendy a mellrák veszélyeiről tart kiselőadást az osztály előtt, de Eric Cartman folyamatosan gúnyolódik a betegséggel, ezért dühében Wendy bejelenti, hogy tanítás után megverekszik Cartmannel. Amikor Cartman rájön, hogy egy esetleges vereség milyen megalázó lenne számára (hiszen barátai mind az ő győzelmét várják) megijed és bocsánatkérésekkel, megvesztegetéssel, illetve átlátszó hazugságokkal próbálja elkerülni az összecsapást. Legvégül még az alsónadrágját is megeszi, de így sem sikerül hatnia Wendyre. Miután Cartman azt is megtudja, hogy Wendy barátja, Stan Marsh sem tesz semmit a verekedés megakadályozására, Cartman a tanórán Mr. Garrison íróasztalára székel, hogy tanítás után büntetést kapjon és ne kelljen verekednie. Ez a húzása beválik, de nemsokára megtudja; Wendy másnap reggelre tervezi az elmaradt verekedés bepótlását.
Később a sírást tettető Cartman az anyja segítségével Wendy szüleihez fordul, akik megtiltják lányuknak a verekedést. Másnap az iskolában Cartman tovább csúfolja Wendyt, aki a tiltás miatt nem akar verekedni. Victoria igazgatónő behívatja az irodájába Wendyt és elárulja neki, valaha neki is mellrákja volt, de túlélte. Beszél arról, hogy Wendynek a tiltás ellenére harcolnia kell, pont úgy, ahogyan annak idején ő is megküzdött a betegséggel.
Wendy a játszótéren kerül szembe Cartmannel, akit mindenki szeme láttára brutálisan összever. A megalázott Cartman sírva állapítja meg, hogy a vereség után barátai nem fogják többé „jó arcnak” tartani őt. Ám társai elárulják neki, hogy mindig is utálták őt, ezért ennél jobban már nem tudják megvetni Cartmant, a történtek ellenére sem. Ő naivan azt hiszi, a többiek csak vigasztalni próbálják és boldogan elsétál.
|  | Itt a vége a cselekmény részletezésének! |

## Fogadtatás
Kritikájában Travis Fickett az IGN-től szórakoztatónak találja az epizódot és dicséri Trey Parker alakítását, mint Cartman eredeti hangja, ám az epizód végkifejletével kapcsolatban már hiányérzete van. Véleménye szerint a Verekedni akarsz velem suli után? nem tartozik a legjobb South Park-részek közé, de vannak igazán remek pillanatai – melyek többségéhez Cartman szereplése járul hozzá.